# Dilbat
Dilbat (obecne Tell Dulaihim lub Tell Muhattat w Iraku) – w II tys. p.n.e. ważne miasto w Mezopotamii nad zachodnią odnogą Eufratu, leżące nieco na południe od Borsippy.